# Брюссов

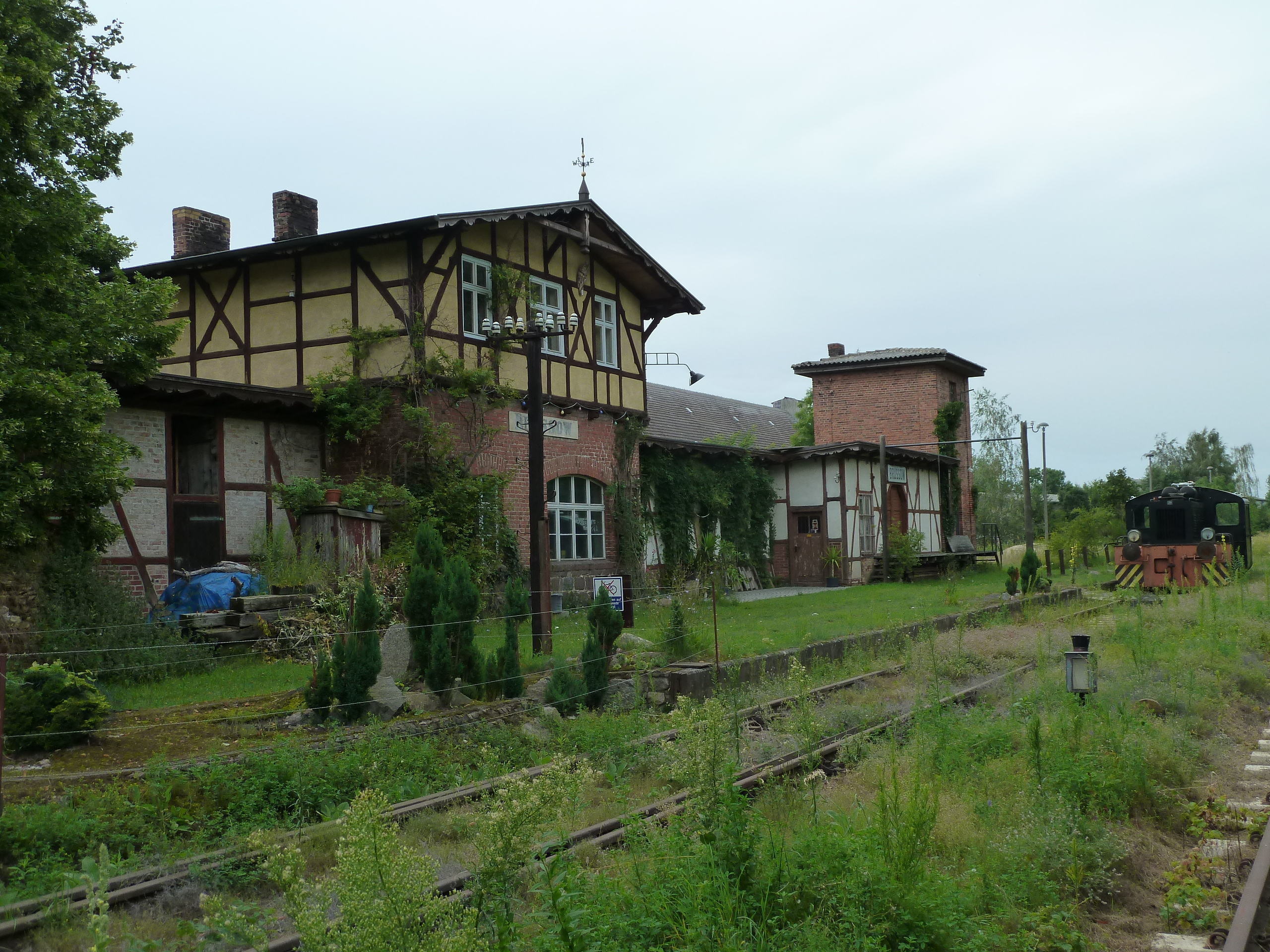
Історичний вокзал міста

Брюссов (нім. Brüssow) — місто в Німеччині, у землі Бранденбург. Знаходиться за 16 км на південний схід від Пасевалка та 27 км на захід від Щецина.
Входить до складу району Уккермарк. Підпорядковане управлінню Брюссов (Уккермарк). Населення — 2 023 особи (на 31 грудня 2010). Площа — 101,02 км². Офіційний код — 12 0 73 085.

## Населення
| Рік  | Населення |
| ---- | --------- |
| 2005 | 2392      |
| 2010 | 2114      |